# Реглажа
Реглажа (поједностављено подешавање точкова) је део редовног одржавања возила. Реглажа се односи на подешавање углова точкова тако да одговарају произвођачким спецификацијама. Сврха подешавања је уједначена потрошња гума и да возило држи правац (да не вуче у неку страну). Точкови се такође могу подесити и мимо произвођачких спецификација за неку специфичну примену као нпр. дрифт и сл.